# Cranmoor
Cranmoor è un comune degli Stati Uniti, situato in Wisconsin, nella Contea di Wood.